# Шмидт, Иоганн Филипп Самуэль
Иоганн Филипп Самуэль Шмидт (нем. Johann Philipp Samuel Schmidt; 8 сентября 1779, Кёнигсберг — 9 мая 1853, Берлин) — немецкий чиновник и композитор, написавший много разнообразных музыкальных произведений (кантаты, обедни, оперы, комические оперы и так далее); музыкальный критик.

## Биография
Родился в Кёнигсберге 8 сентября 1779 года — единственный сын торгового и адмиралтейского советника. Склонности к музыке имел с раннего детства. Еще в юности он сочинял небольшие музыкальные произведения, играл на различных инструментах в театральном оркестре и аккомпанировал солистам на репетициях их партий.
В 1796 году стал изучать право в Кёнигсбергском университете, но вскоре оставил учёбу ради музыки.
В 1798 году отправился в путешествие по Европе; посетил Берлин, Прагу, Дрезден, Вену, Мюнхен. В 1801 году в Берлине поступил на службу помощником юриста. В 1804 году, поступил в певческую академию. 
Во время Наполеоновских войн зарабатывал на жизнь уроками игры на фортепиано и сочинением музыки.
С 1811 года работал в Морском банке и занимался музыкой в свободное время. Сотрудничал также с музыкальными газетами как музыкальный критик: в «Spener'sche Zeitung» он проработал более 30 лет, составляя рецензии.
Умер в Берлине 9 мая 1853 года.
Написал ряд опер, а также кантаты, гимны, мессы, симфонии, квартеты, большая часть которых была напечатана. Сделал также много клавираусцугов симфоний и квартетов Гайдна и Моцарта. Его основные произведения: комическая опера «Der Schlaftrunk» (1797) и оперы «Feodore» (1812); «Der blinde Gärtner» (1813); «Die Alpenhütte» (1816); «Das Fischermädchen» (1818); «Ein Abend in Madrid» (1824) и «Alfred der Grosse» (1830).  